# Herzogenbuschi koncentrációs tábor
A herzogenbuschi koncentrációs tábor (hollandul: Kamp Vught, ejtsd: [kɑmp ˈfʏxt], németül: Konzentrationslager Herzogenbusch) egy náci koncentrációs tábor volt a hollandiai Vughtban, ’s-Hertogenboschhoz közel. A franciaországi Natzweiler-Struthof mellett ez a láger volt az egyetlen a Harmadik Birodalmon kívül, amelyet közvetlenül az SS irányított. A tábort először 1943-ban használták a megszálló erők, összesen 31 ezer embert tartottak fogva. 749 ember vesztette életét a lágerben, a többi foglyot továbbszállították más táborokba, közvetlenül azelőtt, hogy a szövetséges csapatok felszabadították volna a területet 1944-ben. A háború után börtönként funkcionált, ahol németeket és holland kollaboránsokat tartottak fogva. Napjainkban egy látogatóközpont van a tábor helyén, egy kiállítással, illetve egy nemzeti műemlék, amely az áldozatok emlékét őrzi.

## Története
A második világháború idején a németek megszállták Hollandiát, ahonnan zsidókat és más foglyokat deportáltak az amersfoorti és westerborki tranzittáborokon keresztül, többek közt Auschwitzba, illetve Bergen-Belsenbe. Mikor Amersfoort és Westerbork már nem volt megfelelő a foglyok nagy száma miatt, az SS egy új koncentrációs tábor létesítésére adott parancsot Vughtban, közel 's-Hertogenbosch városához.
A herzogenbuschi koncentrációs tábor építése 1942-ben kezdődött meg. A láger a német munkatáborok mintájára lett kialakítva. Az első foglyoknak, akik 1943-ban érkeztek meg kellett befejezniük a tábor építését, az SS 1943 januárjától egészen 1944 szeptemberéig működtette a lágert. Ez idő alatt közel 31 ezer embert tartottak itt fogva, zsidókat, politikai foglyokat, ellenállókat, romákat, a Jehova Tanúit, homoszexuálisokat, hajléktalanokat, fekete piaci kereskedőket, bűnözőket és túszokat.
Az éhezés, a betegségek és a bánásmód miatt legalább 749 férfi, nő és gyermek halt meg a táborban. Ezek közül 329-et a tábor külterületén lévő kivégzőhelyen gyilkoltak meg. Amikor a szövetségesek közeledtek, a vezetés úgy döntött, evakuálják a tábort, és a foglyokat továbbszállítják kelet felé. Amikor 1944 szeptemberében a 4. kanadai páncéloshadosztály és egy másik alakulat felszabadította a területet, már lakatlan volt.
A háború utáni első években a tábort németek és holland SS-ek, kollaboránsoknak és gyermekeik, illetve háborús bűnösök  fogvatartására használták. Kezdetben a szövetséges katonák őrizték őket, később ezt a hollandok vették át.

## David Koker naplója
Egy zsidó diákot, David Kokert (szül. 1921), aki Amszterdamban élt családjával, 1943. február 11-én éjszaka elhurcolták, és a táborba deportálták. Fogsága alatt naplót vezetett, amelyet részenként csempésztek ki. 1943. február 11-től 1944 február 8-ig dolgozta fel benne az eseményeket, emellett verseket is írt naplójába, és zsidó gyerekeket is tanított a lágerben.
1944. június másodikán őt, és szüleit Auschwitz-Birkenauba szállították, s Davidnak sikerült egy levelet kidobnia a vonatból. A családot később Gross-Rosenbe szállították tovább.
Kedves barátaim, már közel vagyunk a határhoz. Elkeserítő, de felkészültünk és tele vagyunk reménnyel. Sokat gondolok rátok... Nálam vannak legkedvesebb dolgaim: a leveleim és fotóim. Mikor látjuk egymást újra? Sok időbe fog telni. De túl kell élnünk... Minden jót mindenkinek, és köszönök mindent. Isten veletek!
Koker anyja és testvére, Max is túlélte a háborút, David azonban a betegek Dachauba való deportálása során 1945-ben életét vesztette.

## Helga Deen naplója
Helga Deen (Szczecin, 1925. – Sobibór, 1943.) szintén naplót vezetett, amelyet 2004-ben találtak meg. A táborban töltött időszakot írja le, ahová 18 évesen hurcolták.
Legutolsó naplóbejegyzése 1943 júliusára tehető, ezt követően a sobibóri megsemmisítő táborba deportálták, ahol meggyilkolták.

## Táborparancsnokok

### Karl Chmielewski
A tábor első parancsnoka a 39 éves Karl Chmielewski volt. Az első néhány hónapban, a foglyok nem kaptak élelmet, a betegeket alig kezelték, és az ivóvíz minősége is rendkívül rossz volt. Ennek következtében Chmielewski ideje alatt megnőtt a halálozási arány. 1943-ban leváltották, a táborban elkövetett nagymértékű lopásért. 1961-ben életfogytig tartó börtönre ítélték az itt betöltött szerepe miatt.

### Adam Grünewald
A második táborparancsnok a 40 éves Adam Grünewald volt, aki amint átvette az irányítást a táborban, szigorú szabályokat vezetett be. 1944 januárjában elrendelte, hogy női rabok egy csoportját egy cellába rakjanak, éjszaka azonban mindannyian életüket vesztették. Grünewald felettesei - mivel az ügy kiszivárgott - bíróság elé állították és büntetésként mint közkatonát az orosz frontra küldték, ahol 1945-ben meghalt.

### Hans Hüttig
A tábor utolsó parancsnoka az 50 éves Hans Hüttig volt, aki harcolt az első világháborúban, és már 1933-ban az NSDAP tagja volt. Az SS vezetése elégedett volt tevékenységével. Parancsnoksága idején legalább 329 emberrel végeztek a tábor mellett lévő kivégzőhelyen.

## Jelenlegi állapota
A kivégzőhely területén ma egy emlékmű áll, amelynek egyik falán a táborban elhunytnak neve olvasható. A falat több alkalommal is megrongálták: horogkeresztet rajzoltak rá, ráadásul olyan anyaggal, amelyet nem lehet eltávolítani.
A tábort a háború után részben lebontották. A terület ma többek közt egy múzeumnak, (hollandul: Nationaal Monument Kamp Vught), egy holland katonai bázisnak (Van Brederodekazerne), és egy börtönnek (Nieuw Vosseveld) ad helyet. Ennek ellenére a tábor bizonyos részei ma is láthatóak.

## Fordítás
- Ez a szócikk részben vagy egészben  a   Herzogenbusch concentration camp című angol Wikipédia-szócikk ezen változatának fordításán alapul.  Az eredeti cikk szerkesztőit annak laptörténete sorolja fel. Ez a jelzés csupán a megfogalmazás eredetét és a szerzői jogokat jelzi, nem szolgál a cikkben szereplő információk forrásmegjelöléseként.